# Ramon Companys i Sanfeliu
Ramon Companys i Sanfeliu (Sidamon, Pla d'Urgell, 7 de setembre 1949 - 21 d'octubre de 2020) fou un polític català que va ser senador i diputat al Parlament de Catalunya i al Congrés dels Diputats

## Biografia
Tècnic Agrícola de professió i militant de CDC des de 1981, ha estat alcalde de Sidamon per CiU del 1979 al 2001, i fou escollit senador per la província de Lleida a les eleccions generals espanyoles de 1986. 2004 i 2008. Participà com a portaveu en la VIII Reunió Mixta Interparlamentària Congrés-Senat entre Mèxic i Espanya i fou vicepresident Tercer de la Mesa del Congrés i Secretari Primer de la Diputació Permanent del Congrés dels Diputats del 13 de juliol de 1999 al 5 d'abril del 2000.
Diputat per la mateixa província a les eleccions generals espanyoles de 1996 i 2000. Participà en la reunió col·loqui Organitzar la nostra seguretat, de l'Assemblea de la Unió Europea Occidental, en el marc de l'Assemblea Nacional Francesa. De 1992 a 1995 ha estat senador designat pel Parlament de Catalunya.
Entre altres càrrecs, també ha estat diputat al Parlament de Catalunya a les eleccions autonòmiques de 1992, president de la Diputació de Lleida el 1987-1990 i vicepresident el 1983-1986, i delegat territorial de la Generalitat de Catalunya a Lleida el 1990-1992.